# Шолудивник Кауфмана
Шолудивник Кауфмана (Pedicularis kaufmannii) — вид трав'янистих рослин родини вовчкових (Orobanchaceae), поширений у східно-помірних областях Європи.

## Опис
Багаторічна рослина 15–60 см заввишки. Всі приквітки перисторозсічені, подібно листкам, перевищують квітки. Стебло і листки шерстисті. Сегменти листків овально-довгасті. Чашечка зазвичай опукла. Віночок 25–30 мм довжиною, з голою верхньою губою. Коробочка злегка укорочена.

## Поширення
Європа: Україна, Білорусь, Латвія, Литва, Молдова, Польща, пд.-зх. і цн.-зх. Росія; Азія: Західний Сибір і північний Казахстан.
В Україні зростає на луках, у степах, на лісових галявинах, серед чагарників — у Лісостепу і на півночі Степу, звичайно; на Поліссі, рідко. Входить у переліки видів, які перебувають під загрозою зникнення на територіях Вінницької, Житомирської, Київської, Львівської, Сумської, Харківської, Хмельницької областей.